# Vin de pays des Collines de la Moure

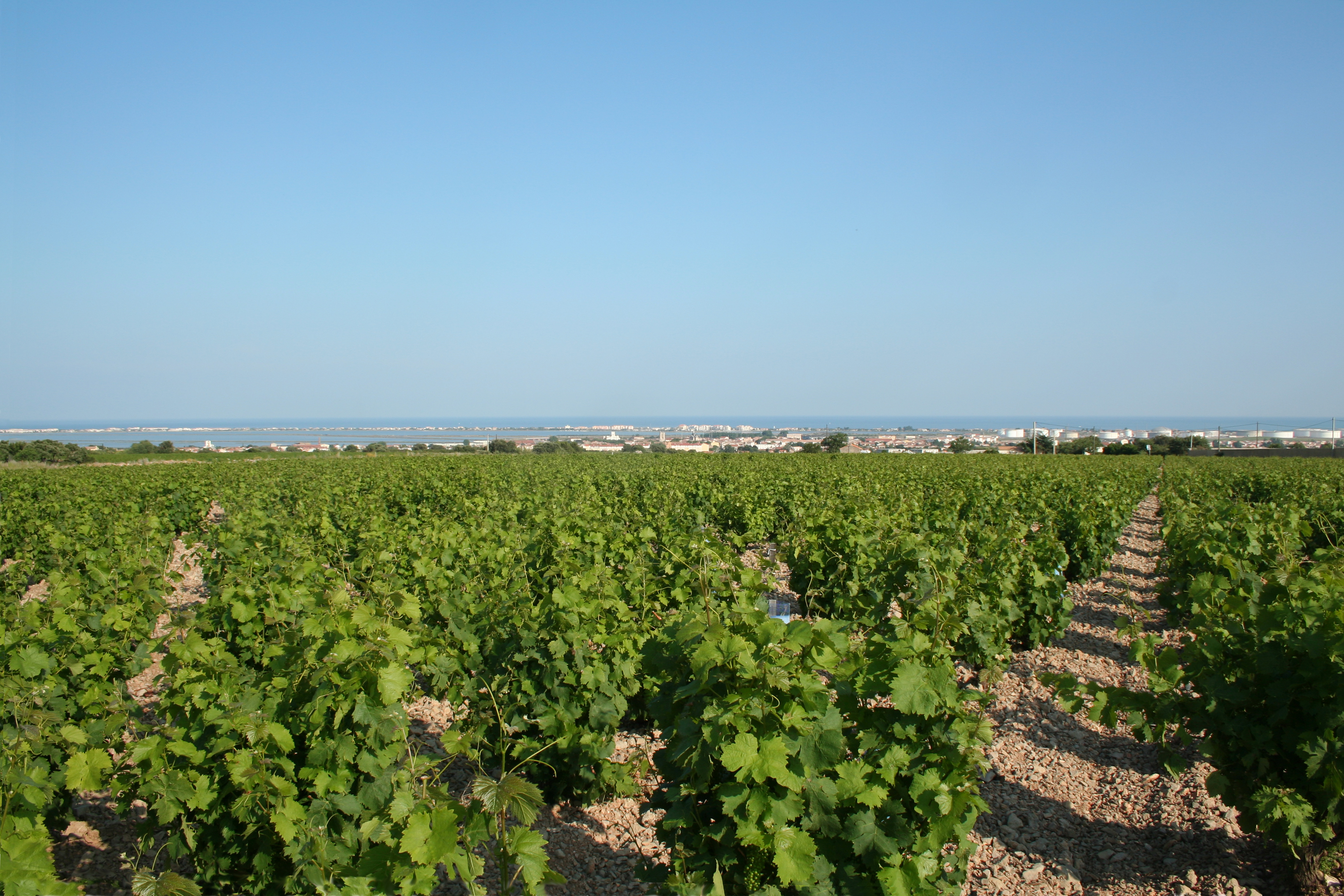
Rebstöcke bei Frontignan. Im Hintergrund das Mittelmeer

Vin de Pays des Collines de la Moure ist ein Weinbaugebiet der Kategorie französischer Vin de Pays in der Großregion Languedoc. Es liegt im Département Hérault. Es entspricht etwa den beiden AC-Gebieten Muscat de Frontignan bzw. Muscat de Mireval. Produziert wird dieser Landwein von 27 Gemeinden zwischen Sète und Montpellier und dessen Hinterland bis zu einer Höhe von 200 m. Die Bodenbeschaffenheit ist überwiegend lehm-, gegen Süden mehr kalkhaltig. Die Reben sind vorwiegend an den Ost- und Südosthängen angepflanzt und daher recht gut gegen die kalten Nordwinde geschützt. Die Weine werden etwa zu gleichen Teilen von Privatkellereien und Genossenschaftsbetrieben hergestellt.
Es werden überwiegend Rotweine aus den Sorten Cabernet Sauvignon, Carignan, Cinsaut, Grenache Noir, Merlot und Syrah an- und ausgebaut. Die Roséweine haben einen Anteil von 15 % der Menge. Weißwein wird ausschließlich aus Trebbiano, der hier Ugni Blanc heißt, erzeugt, macht aber nur etwa fünf Prozent des Marktvolumens aus. Bekannte Produzenten sind Domaine de Terre Mégère, Mas de Bayle und Domaine de Valmagne.
Die Verordnung zur Kennzeichnung und Inverkehrbringung von Vin de Pay des Collines de la Moure ist im Dekret vom 25. Januar 1982 geregelt. Die Rebflächen verteilen sich auf die Gemeinden Mèze, Villeveyrac, Bouzigues, Poussan, Balaruc-le-Vieux, Balaruc-les-Bains, Frontignan, Vic-la-Gardiole, Gigean, Fabrègues, Mireval, Montbazin, Cournonsec, Cournonterral, Saussan, Pignan, Saint-Jean-de-Védas, Villeneuve-lès-Maguelone, Lavérune, Murviel-lès-Montpellier, Juvignac, Celleneuve, Montarnaud, Montpellier, Saint-Paul-et-Valmalle, Grabels und Saint-Georges-d’Orques sowie Argelliers.